# Fourth Division 1983-1984
La Fourth Division 1983-1984 è stato il 26º campionato inglese di calcio di quarta divisione. Ad aggiudicarsi la vittoria è stato lo York City, che grazie al suo primo titolo di quarta divisione, è risalito dopo otto anni nella categoria superiore. Le altre promozioni in Third Division sono state invece conseguite dal Doncaster Rovers (2º classificato), dal Reading (3º classificato), entrambi i club tornano in terza divisione dopo una sola stagione e dal Bristol City (4º classificato).
Capocannoniere del torneo è stato Trevor Senior (Reading) con 36 reti.

## Stagione

### Novità
Al termine della stagione precedente insieme ai campioni di lega del Wimbledon FC, salirono in Third Division anche: l'Hull City (2º classificato), il Port Vale (3º classificato) e lo Scunthorpe United (4º classificato)
Queste squadre furono rimpiazzate dalla quattro retrocesse provenienti dalla divisione superiore: Reading, Wrexham (che dopo due retrocessioni consecutive scivolò in quarta divisione a distanza di quattordici anni dalla sua ultima partecipazione), Doncaster e Chesterfield (anch'esso sceso dopo quattordici anni nell'ultima categoria professionistica del calcio inglese).
Il Blackpool, l'Hartlepool United, il Crewe Alexandra e l'Hereford United che occuparono le ultime quattro posizioni della classifica, vennero rieletti in Football League dopo una votazione che ebbe il seguente responso:
| Club              | Lega                    | Voti | Verdetto   |
| ----------------- | ----------------------- | ---- | ---------- |
| Blackpool         | Fourth Division         | 52   | Rieletto   |
| Crewe Alexandra   | Fourth Division         | 49   | Rieletto   |
| Hereford United   | Fourth Division         | 49   | Rieletto   |
| Hartlepool United | Fourth Division         | 36   | Rieletto   |
| Maidstone Utd     | Alliance Premier League | 26   | Non Eletto |

### Formula
Le prime quattro classificate venivano promosse in Third Division, mentre le ultime quattro erano sottoposte al processo di rielezione.

## Squadre partecipanti
| Squadra             | Città        | Stadio            | Stagione precedente                     |
| ------------------- | ------------ | ----------------- | --------------------------------------- |
| Aldershot           | Aldershot    | Recreation Ground | 18º posto in Fourth Division            |
| Blackpool           | Blackpool    | Bloomfield Road   | 21º posto in Fourth Division, rieletto  |
| Bristol City        | Bristol      | Ashton Gate       | 14º posto in Fourth Division            |
| Bury                | Bury         | Gigg Lane         | 5º posto in Fourth Division             |
| Chester City        | Chester      | Sealand Road      | 13º posto in Fourth Division            |
| Chesterfield        | Chesterfield | Saltergate        | 24º posto in Third Division, retrocesso |
| Colchester United   | Colchester   | Layer Road        | 6º posto in Fourth Division             |
| Crewe Alexandra     | Crewe        | Gresty Road       | 23º posto in Fourth Division, rieletto  |
| Darlington          | Darlington   | Feethams Ground   | 17º posto in Fourth Division            |
| Doncaster Rovers    | Doncaster    | Belle Vue         | 23º posto in Third Division, retrocesso |
| Halifax Town        | Halifax      | The Shay          | 11º posto in Fourth Division            |
| Hartlepool United   | Hartlepool   | Victoria Park     | 22º posto in Fourth Division, rieletto  |
| Hereford United     | Hereford     | Edgar Street      | 24º posto in Fourth Division, rieletto  |
| Mansfield Town      | Mansfield    | Field Mill        | 10º posto in Fourth Division            |
| Northampton Town    | Northampton  | County Ground     | 15º posto in Fourth Division            |
| Peterborough United | Peterborough | London Road       | 9º posto in Fourth Division             |
| Reading             | Reading      | Elm Park          | 21º posto in Third Division, retrocesso |
| Rochdale            | Rochdale     | Spotland Stadium  | 20º posto in Fourth Division            |
| Stockport County    | Stockport    | Edgeley Park      | 16º posto in Fourth Division            |
| Swindon Town        | Swindon      | County Ground     | 8º posto in Fourth Division             |
| Torquay United      | Torquay      | Plainmoor         | 12º posto in Fourth Division            |
| Tranmere Rovers     | Birkenhead   | Prenton Park      | 19º posto in Fourth Division            |
| Wrexham             | Wrexham      | Racecourse Ground | 22º posto in Third Division, retrocesso |
| York City           | York         | Bootham Crescent  | 7º posto in Fourth Division             |

## Classifica finale
|  | Pos. | Squadra          | Pt  | G  | V  | N  | P  | GF | GS | DR  |
|  | ---- | ---------------- | --- | -- | -- | -- | -- | -- | -- | --- |
|  | 1    | York City        | 101 | 46 | 31 | 8  | 7  | 96 | 39 | +57 |
|  | 2    | Doncaster        | 85  | 46 | 24 | 13 | 9  | 82 | 54 | +28 |
|  | 3    | Reading          | 82  | 46 | 22 | 16 | 8  | 84 | 56 | +28 |
|  | 4    | Bristol City     | 82  | 46 | 24 | 10 | 12 | 70 | 44 | +26 |
|  | 5    | Aldershot        | 75  | 46 | 22 | 9  | 15 | 76 | 69 | +7  |
|  | 6    | Blackpool        | 72  | 46 | 21 | 9  | 16 | 70 | 52 | +18 |
|  | 7    | Peterborough Utd | 68  | 46 | 18 | 14 | 14 | 72 | 48 | +24 |
|  | 8    | Colchester Utd   | 67  | 46 | 17 | 16 | 13 | 69 | 53 | +16 |
|  | 9    | Torquay Utd      | 67  | 46 | 18 | 13 | 15 | 59 | 64 | –5  |
|  | 10   | Tranmere         | 66  | 46 | 17 | 15 | 14 | 53 | 53 | +0  |
|  | 11   | Hereford Utd     | 63  | 46 | 16 | 15 | 15 | 54 | 53 | +1  |
|  | 12   | Stockport County | 62  | 46 | 17 | 11 | 18 | 60 | 64 | –4  |
|  | 13   | Chesterfield     | 60  | 46 | 15 | 15 | 16 | 59 | 61 | –2  |
|  | 14   | Darlington       | 59  | 46 | 17 | 8  | 21 | 49 | 50 | –1  |
|  | 15   | Bury             | 59  | 46 | 15 | 14 | 17 | 61 | 64 | –3  |
|  | 16   | Crewe Alexandra  | 59  | 46 | 16 | 11 | 19 | 56 | 67 | –11 |
|  | 17   | Swindon Town     | 58  | 46 | 15 | 13 | 18 | 58 | 56 | +2  |
|  | 18   | Northampton Town | 53  | 46 | 13 | 14 | 19 | 53 | 78 | –25 |
|  | 19   | Mansfield Town   | 52  | 46 | 13 | 13 | 20 | 66 | 70 | –4  |
|  | 20   | Wrexham          | 48  | 46 | 11 | 15 | 20 | 59 | 74 | –15 |
|  | 21   | Halifax Town     | 48  | 46 | 12 | 12 | 22 | 55 | 89 | –34 |
|  | 22   | Rochdale         | 46  | 46 | 11 | 13 | 22 | 52 | 80 | –28 |
|  | 23   | Hartlepool Utd   | 40  | 46 | 10 | 10 | 26 | 47 | 85 | –38 |
|  | 24   | Chester City     | 34  | 46 | 7  | 13 | 26 | 45 | 82 | –37 |

Legenda:
      Promosso in Third Division 1984-1985.
      Rieletto nella Football League.
Regolamento:
Tre punti a vittoria, uno a pareggio, zero a sconfitta.
A parità di punti le squadre venivano classificate secondo la differenza reti.
Note:

Halifax Town costretto alla rielezione per peggior differenza reti rispetto all'ex aequo Wrexham.